# Reggenza di Fakfak
La reggenza di Fakfak (in indonesiano: Kabupaten Fakfak) è una reggenza dell'Indonesia, situata nella provincia di Papua Occidentale.